# جرج کرزن
لرد جُرج ناتانیل کرزن (به انگلیسی: Lord George Nathaniel Curzon)،(۱۸۵۹–۱۹۲۵) از سیاستمداران برجسته‌ی بریتانیا در بیست و پنج سال نخست قرن بیستم و از چهره‌های شناخته‌شده در سیاست ایران‌پژوهی بود. وی از سال ۱۹۱۹ تا ۱۹۲۴ سمت وزارت امور خارجهٔ بریتانیا را بر عهده داشت؛ دورانی که با تلاش برای اجرای قرارداد ۱۹۱۹ ایران و برآمدن رضاشاه در صحنه‌ی سیاسی ایران هم‌زمان بود.

## زندگی
جرج ناتانیل کرزن در ۱۱ ژانویهٔ ۱۸۵۹ در کِدلستون، دربی شر در انگلستان به دنیا آمد. او فرزند اول آلفرد کرزن (چهارمین بارون اسکارزدیل)، و از خانوادهٔ اشرافی و محافظه‌کار بریتانیایی بود.
در دوران کودکی، تأثیرگذارترین فرد در زندگی کرزن پرستارش، الن مری پارامان، بود. او با روش‌های تنبیهی و سخت‌گیرانه، از جمله تنبیه بدنی و تحقیرهای روانی، نقش مهمی در شکل‌گیری شخصیت کرزن ایفا کرد. این تجربه‌ها تأثیرات بلندمدتی بر نگرش کرزن نسبت به زنان و تمایل او به کنترل و نظم داشت.
کرزن تحصیلات ابتدایی خود را در مدرسهٔ ویکسنفورد و سپس در ایتن گذراند. در ایتن، به‌عنوان دانش‌آموزی برجسته شناخته شد و جوایز متعددی کسب کرد. سپس وارد کالج بالیول در دانشگاه آکسفورد شد و در رشتهٔ تاریخ تحصیل کرد. در دوران تحصیل، به‌دلیل فعالیت‌های سیاسی و اجتماعی گسترده، موفق به کسب درجهٔ ممتاز نشد، اما جوایز معتبری مانند جایزهٔ لوتین و آرنولد را برای مقالاتش دریافت کرد. کرزن همواره سرگرم نوشتن بود و جایزه‌ی معتبر ادبی دانشگاه آکسفورد را به خاطر مقاله‌ای درباره بیت‌المقدس دریافت کرد.
در دوران جوانی، کرزن دچار آسیب‌دیدگی در ناحیهٔ ستون فقرات شد که تا پایان عمر با او همراه بود. با این حال، این موضوع مانع از فعالیت‌های علمی و سیاسی او نشد.
در سال ۱۸۸۶، کرزن به‌عنوان نمایندهٔ حزب محافظه‌کار وارد مجلس عوام بریتانیا شد. او در این دوره، به دلیل سخنرانی‌های بلیغ و دیدگاه‌های قاطعانه‌اش، توجه بسیاری را جلب کرد.

## سفرهای شرق و تألیفات
در سال ۱۸۸۶، کرزن به مجلس عوام بریتانیا راه یافت و به‌زودی سفرهایی به مناطق مختلف جهان آغاز کرد که تأثیر عمیقی بر دیدگاه‌های او گذاشت. او در سال ۱۸۸۹ به عنوان خبرنگار روزنامه تایمز به ایران سفر کرد و این تجربه زمینه‌ساز علاقه‌مندی عمیق او به مسائل خاورمیانه و ایران شد.
پس از بازگشت، کرزن مطالعات گسترده‌ای درباره ایران انجام داد و در سال ۱۸۹۲ کتاب مشهور خود «ایران و قضیه ایران» را منتشر کرد که تحلیلی دقیق و جامع از موقعیت سیاسی و جغرافیایی ایران و اهمیت آن در سیاست‌های جهانی بود. گفته می‌شود او نه ماه در منزلی ساده در حومه لندن به پژوهش و نگارش این کتاب اختصاص داد.
علاوه بر ایران، کرزن درباره مسائل آسیای مرکزی و شرق دور نیز پژوهش کرد و مقالات متعددی در روزنامه تایمز به چاپ رساند که بعدها مبنای چندین کتاب مهم او شد، از جمله «روسیه در آسیای مرکزی» (۱۸۸۹) و «مشکلات خاور دور» (۱۸۹۴).

## مسئولیتهای سیاسی
کرزن در دوره وزارت خارجه لرد سالزبوری معاون او و مهردار سلطنتی شد. این مقام در آن سن و سال جوانی قبلاً نصیب کسی نشده بود. با اینکه داستان عشقی او با زنی زیبا و هنرمند انگلیسی بر سر زبان‌ها افتاده بود، در واشینگتن با دختری آمریکایی از خانواده‌ای ثروتمند ازدواج کرد و در ۳۹ سالگی با احراز عنوان لرد از جانب ملکه ویکتوریا جوان‌ترین نایب‌السلطنه هندوستان شد.
دوران پنج سال تحصیل در آکسفورد جُرج را با بسیاری از مسائل مهم روز و سیاستمداران زمانش آشنا کرد. نطق‌هایی که در «انجمن ادبی آکسفورد» ایراد می‌کرد و همچنین مقالاتی که برای روزنامه‌های لندن می‌نوشت به شناساندن او در محافل ذی‌نفوذ کمک شایانی کرد و همین شهرت موجب شد تا در سال ۱۸۸۶ اولین بار نماینده مجلس گردد و یک سال بعد سفر به دور دنیا را آغاز کرد و شیفته آسیا شد.
آنچه کرزن با دیدی محققانه و ژرف در اثنای این جهانگردی به رشته تحریر درآورد به شکل مقالاتی در روزنامه تایمز لندن به چاپ رسید و همین مقاله‌ها بود که استخوان‌بندی سه کتاب معروف وی، روسیه در آسیای مرکزی (۱۸۸۹)، ایران و قضیه ایران (۱۸۹۲) که نام‌آورترین اثر او بود و مشکلات خاور دور (۱۸۹۴) را تشکیل داد.
در سال ۱۸۹۱ معاون وزارت امور هندوستان و سال ۱۸۹۹ نایب السلطنه هندوستان گردید و هفت سال فرمان فرمایی و نیابت سلطنت در هندوستان را عهده‌دار بود. در این مدت به کامیابی‌های بزرگ دست یافت، ولی به علت اختلاف نظر با وزارت جنگ انگلیس مجبور به استعفا گردید و در سال ۱۹۰۵ به انگلستان بازگشت و به ریاست دانشگاه آکسفورد برگزیده شد و تا مدتی به مطالعه و تحقیق و تألیف و اصلاح اوضاع دانشگاه پرداخت.
در سال ۱۹۱۵ مجدداً وارد سیاست شد و به دولت ائتلافی هربرت هنری اسکویت پیوست و هنگامی که لوید جُرج بر سر کار آمد، به عنوان لرد به ریاست مجلس اعیان رسید؛ و از آن پس یکی از اعضای هیئت دولت بود که به سیاست و امور جنگ جهانی اول پرداخت و در دولت پس از جنگ به عنوان وزیر خارجه انتخاب شد.

## قرارداد ۱۹۱۹
لرد کرزن یک سال پس از پایان جنگ جهانی اول (۱۹۱۹) در زمان وزارتش در امور خارجه سیاستی را اجرا کرد که بر اثر آن نزد ایرانیان منفور شد. در آن تاریخ به اشاره او میان وثوق‌الدوله نخست‌وزیر ایران و سِر پِرسی کاکس نماینده دولت بریتانیا قرارداد ۱۹۱۹ به امضا رسید که مقامات انگلیسی را ناظر بر سازمان‌های ارتشی و دارایی ایران می‌کرد. مسلماً انگیزه عقد چنین پیمانی ترس کرزن از ناحیه روس‌ها و تدبیرش برای ایجاد موانعی بر سر راه توسعه‌طلبی رژیم جدید شوروی و تحکیم سلطه انگلستان بر ایران بود. او طی یادداشتی در خصوص قرارداد مذکور چنین نوشت: 
«غرض… آن نیست که ما اختیار ایران را به دست گرفته یا خواهیم گرفت، بلکه مقصود آن است که حکومت ایران دریابد که ما تنها قدرت بزرگ در همسایگی آن هستیم که به سرنوشت ایران سخت علاقه‌مندیم، می‌توانیم و مایل ایم… ایران را در احیای ثروت‌هایش یاری کنیم.» «وی با رضایتمندی آن را شاهکاری دیپلماتیک به‌شمار می‌آورد و این گونه می‌نویسد: «پیروزی بزرگی است و من به تنهایی آن را به انجام رسانده‌ام».

## مرگ
لرد کرزن پس از پنج سال خدمت در پست وزارت امور خارجه سرانجام در بیستم مارس ۱۹۲۵ بر اثر بیماری در ۶۶ سالگی درگذشت.
وی در طول دوران خدمت خود در امور خارجه نقش بزرگی در سیاستگذاری بریتانیا ایفا کرد و در محافل سیاسی صاحب نظر در امور ایران و هندوستان شناخته می‌شد؛ هرچند خاطره تلخ پافشاری او در عقد قرارداد ۱۹۱۹ با ایران طبعاً داوری هر دانش‌پژوه ایرانی را دربارهٔ او متأثر می‌سازد.

## نظرات او در مورد ایرانیان

### تغییرناپذیری و سکون
کرزن با برشمردن حالت رکود و انجماد در میان ایرانیان، به وجود آفتِ بی‌حسی و نبود جوانمردی در میان آنان تأکید کرده است (کرزن، ۱۳۸۰: ۲/۷۵۰).

### تقلید گر بودن
همچنین اشاره کرده است ایرانیان در پذیرفتن آداب‌ورسوم ملت‌های دیگر تاحد افراط پیش می‌روند که هیچ قوم و ملتی در جهان با آنان برابر نیست. در نزد ایرانیان استمرار در پذیرفتن آداب‌ورسوم گذشتگان، به‌نوعی حالت تغییرناپذیری این وضع را نشان می‌دهد؛ به‌گونه‌ای‌که آنان به تغییر این آداب‌ورسوم تمایلی نداشتند. ایرانیان از ضعف و ناتوانی خود آگاه بودند؛ اما ترجیح می‌دادند در همان حال باقی بمانند (کرزن، ۱۳۸۰: ۲/۷۴۸).

### سستی نهادی ایرانیان
سستی و رکود از نوک پا تا فرق سر ایرانی‌ها را فراگرفته است (کرزن، ۱۳۸۰: ۲/۷۴۷)

### رفتارهای دوگانه و متناقض ایرانیان
او اشاره کرده است ایرانیان مردمانی شکاک‌اند و چون به‌نحو حیرت‌انگیزی حس وطن‌پرستی ندارند، متمایل‌اند همیشه علاقهٔ سایران را از اغراض خصوصی بدانند و خیال می‌کنند نیرنگی در کار است (کرزن، ۱۳۸۰: ۲/۷۵۰).

### شادابی ایرانیان
کرزن اشاره می‌کند که در سیرت و وجود ایرانیان، شادابی دلپذیری وجود دارد که باعث شده است مردم این سرزمین را فرانسویان شرق بنامند. همان زنده‌دلی که باوجود تهاجم‌ها و سوانح متعدد، بالغ بر دوهزار سال آنان را ملتی پایدار ساخت و این امکان را داد بر فاتحان خود پیروز شوند و به جای نابودشدن در چنگ مهاجمان، آنها را در خود فانی سازند. حتی در این روزگار انحطاط، به آنها نوعی تجانس و هماهنگی عجیب بخشیده است که باوجود ضعف ظاهری، هیچ قوم و ملتی در جهان با آنان برابر نیست (کرزن، ۱۳۸۰: ۲/۷۵۰).

### خوشایند و مهیج بودن
ایرانیان دارای نسل و نژادی خوش‌آیندند و واجد آدابی آراسته‌اند و منشی نجیبانه و اشرافی دارند. از لحاظ طبع و نهاد، مستعد تهییج و در محاوره و صحبت هوشمند و با ذکاوت و در رفتار و سلوک نیک زیرک‌اند (کرزن، ۱۳۸۰: ۲/۷۵۲).

### خلاصه نظرات کرزن در مورد مردم ایران
خلاصه صفات ایرانی‌ها از منظر کرزن
| ایرانی محتاط است. | کرزن، ۱/۳۶۹ |
| در ایران افکار جدید و طرز کار درست جدید با تأخیر بسیار نفوذ می‌یابد. | کرزن، ۱/۴۸۶ |
| سماجت فطرتی خاص مردم ایران در راستای اصلاح‌ناپذیری است. | کرزن، ۱/۵۹۶ |
| سیرت و خوی ایرانی راسخ یا منحط مانند هرگونه سیرت و اخلاقی نتیجه سیستم خاصی است.                                                                                                   | کرزن، ۱/۶۳۶ |
| پادشاه ایران از لحاظ هوشمندی، واجد صفات ممتاز بسیاری است. | کرزن، ۱/۵۲۵ |
| در مشرق و کشورهای اسلامی، هیچ‌یک از بانوان را باعنوان ملکه نباید خطاب کرد. | کرزن، ۱/۵۳۶ |
| معیار حسن اداره در ایران، بهبود وضع کارها یا جلب رضایت مردم یا پیشرفت آبادانی شهر و ولایت نیست، بلکه در آن است که در جاده‌ها، راهزنی نباشد و مالیات به‌طور مرتب به خزانه شاهی برسد. | کرزن، ۱/۵۷۹ |
| در ایران راه‌های تبدیل تعارفی خشک به تعارف مایه‌دار، بسیار متعدد است. | کرزن، ۱/۵۸۲ |
| ایرانیان در بی‌اعتنایی به توصیه و دلالت سماجت دارند. | کرزن، ۱/۷۰۹ |
| فقدان حس وطن‌دوستی یا شهامت کار در دستگاه حکومتی ایران. | کرزن، ۱/۸۰۹ |
| اکثر ایرانی‌ها دارای نقایص اخلاقی‌اند. | کرزن، ۲/۳۶۵ |

## اشاره به کرزن توسط خامنه‌ای
خامنه‌ای، رهبر جمهوری اسلامی، در ۱۲ شهریور سال ۱۳۹۴، ادبیات دولتمردان آمریکایی در قبال جمهوری اسلامی را شبیه ادبیات «لرد کرزن» بریتانیایی خواند. او گفت: 
«آقایان و خانم‌ها در مجموعه هیئت حاکمه آمریکا مثل انگلیسی‌های قرن نوزدهم حرف می‌زنند؛ یعنی از دنیا و از تاریخ، واقعاً دو قرن عقبند، یک جوری حرف می‌زنند که فرض کنید «لرد کرزن» در یک زمانی در خلیج فارس نسبت به ایران یا نسبت به منطقه حرف می‌زد؛ حرف زدنشان اینجوری است؛ دنیا فرق کرده. امروز ابرقدرت‌ها چنین قدرتی ندارند، چنین توانایی‌ای ندارند، عرضه یک چنین کاری را ندارند؛ بعد هم طرف، جمهوری اسلامی است؛ طرف، فلان کشور عقب‌افتاده فلان قاره نیست که شما هرچه دلتان بخواهد بگویید.»